# 柳澤理志
柳澤 理志（やなぎさわ さとし、1988年3月18日 - ）は、日本棋院中部総本部所属の囲碁棋士。六段。長野県出身、吉岡薫九段門下。

## 経歴
6歳の頃、父に教わって囲碁を始める。9歳の頃に出場した大会で上位入賞したのをきっかけにプロを意識するようになり、小学6年生時の第20回少年少女囲碁大会では長野県代表として全国大会に進出したが、1回戦で当時小学3年生の村川大介に敗れた。この経験を機により高いレベルの環境で修行したいと考えるようになり、小学校卒業後、単身で名古屋に渡って吉岡薫に弟子入り。院生となり、プロ入りを目指した。
中学校卒業後も高校には進学せず研鑽を重ね、2003年、中部棋士採用試験で首位となる。2004年度は中部総本部と関西総本部で入段枠が1名のみであり、関西総本部1位の但馬慎吾と対戦。5番勝負で開幕から2連勝するも、そこから3連敗しプロ入りを逃した。翌年の採用試験は柳澤曰く「プロになるか、死ぬか」の意気込みで臨み、合格。2005年4月1日、17歳で入段。
2009年、第35期天元戦で自身初の七大棋戦本戦入り。
2018年1月頃から、他の棋士らに先駆けてYouTubeでの動画投稿活動を本格的に開始、活動の幅を広げている（後述）。

## 活動等
2018年からYouTubeでの動画投稿を本格化させており、自身の対局や詰碁・手筋の問題、古碁の棋譜紹介、他の棋士との対談など、初心者向けからアマ高段者向けまで、囲碁に関連する様々な動画を投稿している。
2018年夏、イタリアのピサで開催されたヨーロッパ碁コングレス2018に日本棋院より派遣された。参加者の碁の講評や多面打ち指導碁などを行った。
2021年には、名古屋市を拠点に活動するご当地アイドルグループOS☆Uに所属する夏川愛実らに囲碁を指導する企画を開始。大会に出られるような腕前にまで成長させるのを目標としている。
2023年7月、アメリカ合衆国のオハイオ州で開催されたアメリカ碁コングレス2023にプロ棋士として派遣された。
石の重い・軽いのテーマについての講義、国際親善ペア碁などを行った
。

## 棋歴

### 昇段履歴
- 2005年4月1日 入段
- 2007年 二段
- 2009年 三段
- 2013年 四段
- 2016年1月1日 五段（賞金ランキング）[8]
- 2021年1月1日 六段（賞金ランキング）[9]

## 出演番組
- 囲碁フォーカス（NHK Eテレ、2024年4月-） - 講師